# Teixeira (kommun)
Teixeira är en kommun i Brasilien.   Den ligger i delstaten Paraíba, i den östra delen av landet, 1 500 km nordost om huvudstaden Brasília. Antalet invånare är 14 153.
Följande samhällen finns i Teixeira:
- Teixeira

Omgivningarna runt Teixeira är huvudsakligen savann. Runt Teixeira är det ganska tätbefolkat, med 83 invånare per kvadratkilometer.